# Ivonne Leal
Ivonne Leal (nascida em 27 de fevereiro de 1966) é uma ex-atleta cubana, campeã pan-americana do lançamento de dardo em Indianápolis 1987, além de conquistar a medalha de ouro nesta modalidade na Universíada de Verão de 1985, em Kobe, no Japão.

## Conquistas
| Ano                | Competição                          | Sede                           | Resultado          | Suplementar        |
| Representando Cuba | Representando Cuba                  | Representando Cuba             | Representando Cuba | Representando Cuba |
| ------------------ | ----------------------------------- | ------------------------------ | ------------------ | ------------------ |
| 1985               | Jogos Mundiais Estudantis           | Kobe, Japão                    | 1.º                | 71,82 m            |
| 1986               | Jogos Centro-Americanos e do Caribe | Santiago, República Dominicana | 2.º                | 56,56 m            |
| 1987               | Jogos Pan-Americanos                | Indianápolis, Estados Unidos   | 1.º                | 63,70 m            |
| 1987               | Campeonato Mundial                  | Roma, Itália                   | 8.º                | 64,90 m            |